# About Us
「about Us」（アバウト・アス）は、日本のロックバンドBAND-MAIDの楽曲。デジタル配信限定シングルとしてポニーキャニオンより2021年2月4日に各音楽配信サービスにてリリースされた。

## 概要
ポニーキャニオンへの移籍後初の配信シングル作品である。事前の告知は無くリリース当日に正式発表された為、記事などではサプライズリリースとされている。自身初の日本武道館ライブが新型コロナウイルス感染症流行の影響で中止となり、そのことへの想いが込められた楽曲となっている。
今作はアルバム『Unseen World』から15日後にリリースされたが同作には本人達の意向により収録されていない。
3月25日には12インチアナログレコードのシングルとして、お盟主様 (ファンクラブ会員)限定でスペシャルリリースされた。

## 収録内容
| #         | タイトル     | 作詞・作曲 | 編曲      | 時間 |
| --------- | ------------ | ---------- | --------- | ---- |
| 1.        | 「about Us」 | 小鳩ミク   | BAND-MAID | 4:38 |
| 合計時間: | 合計時間:    | 合計時間:  | 合計時間: | 4:38 |